# Karin Roßley
Karin Roßley (dekliški priimek Regel), nemška atletinja, * 5. april 1957, Cottbus, Vzhodna Nemčija.
Ni nastopila na poletnih olimpijskih igrah. Na evropskih prvenstvih je v teku na 400 m z ovirami osvojila bronasto medaljo leta 1978. Dvakrat je postavila svetovni rekord v teku na 400 m z ovirami, ki ga je držala v letih 1977 in 1978 ter med letoma 1980 in 1983.